# Gloria Zamacois
Gloria Zamacois (Madrid, 27 de septiembre de 1897-agosto de 1946) fue una escritora de relatos breves española.

## Biografía
Gloria Zamacois y Díaz nació el nació el 27 de septiembre de 1897 en Madrid, hija del escritor y editor Eduardo Zamacois, miembro de una familia de artistas, y de su primera esposa Cándida Díaz Sánchez, una modista. Tuvo dos hermanos menores, Elisa y Fernando. Aunque su familia paterna era enteramente de Bilbao, el origen del apellido familiar se sitúa en Hasparren (País Vasco francés), donde el apellido se transcribía Samacoys en el siglo XVIII.
Contrajo matrimonio en 1923 con Enrique Rodríguez y Compan, oficial de intendencia, siendo madre 10 meses después de su hijo Enrique Rodríguez Zamacois; sin embargo, fue un matrimonio que duró poco tiempo. Huyó de su matrimonio acompañada de su madre a Francia, mientras su padre permanecía en Madrid, y al volver, vivieron juntos en un hotelito de Chamartín de la Rosa. Su padre reflejó en parte su matrimonio en su novela La tragedia de un hombre que no sabía a dónde ir (1926). Su madre falleció el 30 de noviembre de 1933.
Al comienzo de la Guerra Civil se instaló con su padre y su hijo en Valencia, para posteriormente exiliarse en Francia en 1939, desde donde se trasladaron a Cuba junto a la amante de su padre Matilde Fernández y Fuertes. Su nombre aparece en las actas de la Junta de Auxilio a los Republicanos Españoles (JARE), citando que en 1942 se le concedió la tarjeta médico-farmacéutica.
Gloria Zamacois falleció a los 48 años, en agosto de 1946.

## Obra
Escribió relatos en varias revistas como en Nuevo Mundo y Estampa.
En Nuevo Mundo publicó «Como la tierra» en 1922, «Demasiado cara» en 1928, «Golpe de maestro» en 1931 y «Por lo que murió Ali-Bey» en 1933.
Formaba parte de la redacción de Estampa como aparecía en un reportaje publicado en El Heraldo de Madrid el 6 de noviembre de 1929. Estampa la nombraba como redactora y colaboradora junto a las escritoras Magda Donato, Clara Campoamor, Sara Insúa, María de Lluria, Matilde Muñoz e Irene Falcón y las ilustradoras Alma Tapia y Viera Sparza. En este artículo aparece su retrato junto a una nota sobre su labor. En la nota se hace referencia a su padre. Se pone en evidencia la juventud de todas. La revista afirmaba que desde su primer número ponía especial atención a la vida y a los intereses de las mujeres, procurando mostrar la labor de las mujeres españolas en las Universidades y Escuelas, en el hogar, en el taller, en las clínicas, en las oficinas y en el deporte. Además afirmaba que era la publicación favorita de las mujeres hecha por mujeres.
Salvador Bartolozzi ilustró su  relato «El señor Sandrel», publicado en Estampa, el 10 de abril de 1928, como hizo con otros relatos publicados en la revista.